# Kanton Aignan
Kanton Aignan (fr. Canton d'Aignan) je francouzský kanton v departementu Gers v regionu Midi-Pyrénées. Skládá se ze 13 obcí.

## Obce kantonu
- Aignan
- Avéron-Bergelle
- Bouzon-Gellenave
- Castelnavet
- Fustérouau
- Loussous-Débat
- Lupiac
- Margouët-Meymes
- Pouydraguin
- Sabazan
- Saint-Pierre-d'Aubézies
- Sarragachies
- Termes-d'Armagnac